# Thaddäus
Thaddäus ist ein männlicher Vorname.

## Herkunft und Bedeutung
Der Name Thaddäus geht auf den griechischen Namen Θαδδαῖος Thaddaîos zurück, dessen genaue Herkunft und Bedeutung ungeklärt ist.
Folgende Theorien werden diskutiert:
- aramäische Form griechischer Namen wie Θεόδοτος Theódotos „von/für Gott gegeben“, Θεόδωρος Theódōros oder ähnliche Namensformen[1][2][3][4]
- griechisch von aramäisch תּוֹדָה tōdāh „Lob“, „Preis“[2][3]
- von hebräisch bzw. aramäisch לֵב lēḇ „Herz“, seltener „Brust“[2][4][5], was sich frei als „verständiger Mann“ übersetzen lässt[6]
- von aramäisch תד td bzw. חֲדִי ḥadî „Brust“[7][8], was frei mit „der Mutige“ übersetzt wird[2][9][10]

Ob es sich beim Namen Lebbäus, altgriechisch Λεββαῖος Lebbaîos, um eine Namensvariante oder einen Beinamen handelt, ist unklar.

## Verbreitung
Der Name Thaddäus geht auf den gleichnamigen Jünger Jesu zurück, der meist mit Judas gleichgesetzt wird und so auch unter dem Namen Judas Thaddäus bekannt ist.
Als Vorname ist Thaddäus kaum verbreitet. Stand 2020 lebten in der Schweiz lediglich 50 Jungen und Männer mit diesem Namen. In Österreich wurden seit 1984 insgesamt 41 Kinder Thaddäus genannt. Die höchste Anzahl von Vergaben gab es im Jahr 2014, in dem 4 Neugeborene diesen Namen erhielten (Rang 711). Im Jahr 2021 wurde er kein einziges Mal gewählt. In Deutschland wurde der Name zwischen 2006 und 2018 nur etwa 80 Mal als Vorname vergeben.

## Varianten

### Männliche Varianten
- Englisch: Thaddeus, Thaddaeus
  - Diminutiv: Tad, Thad
- Französisch: Thaddée, Thadée
- Friesisch: Tadeus
- Griechisch: Θαδδαίος Thaddéos, Λεββαίος Levvéos
- Hebräisch: תַּדַּאי taddaʾj, תַּדַּי taddaj, תַּדַּו taddaw, לִבַי liḇaj
- Italienisch: Taddeo
  - Latein: Thaddaeus
- Kroatisch: Tadija
- Litauisch: Tadas
- Polnisch: Tadeusz
- Portugiesisch: Tadeu
- Russisch: Фаддей Faddej
- Schwedisch: Thaddeus, Taddeus
- Spanisch: Tadeo
- Serbisch: Тадија Tadija
- Slowenisch: Tadej
- Sorbisch: Tadej
- Tschechisch: Tadeáš
- Türkisch: Taddeus, Taday
- Ungarisch: Taddeus, Tádé (Kurzform)

### Weibliche Varianten
- Deutsch: Thaddäa, Thaddea
- Englisch: Thaddea
- Italienisch: Taddea
- Polnisch: Tadea
- Rumänisch: Tadea
- Spanisch: Tadea
- Slowenisch: Tadeja

## Namenstag
Der Namenstag von Thaddäus wird nach Thaddäus Studites am 28. Dezember gefeiert.

## Namensträger
- Judas Thaddäus, Apostel
- Thaddäus von Edessa, einer der Zweiundsiebzig Jünger Jesu
- Thaddäus von Parma (14. Jahrhundert), Philosoph
- Thaddaios Studites, († 816), orthodoxer Mönch

- Thaddäus Brunke (1903–1942), deutscher Franziskaner und Priester
- Thaddäus Anton Dereser (1757–1827), deutscher katholischer Theologe
- Thaddäus Engert (1875–1945), deutscher Theologe und Publizist
- Thaddäus Haenke (1761–1816), österreichischer Geograph, Chemiker, Botaniker und Universalgelehrter
- Thaddaeus Hagecius (1525–1600), Astronom und Arzt
- Thaddäus Hüppi (* 1963), deutscher Künstler
- Thaddäus MacCarthy (* um 1455, † 1492; auch Thaddäus Macher), irischer Bischof
- Thaddäus Meilinger (* 1982), deutscher Schauspieler und Synchronsprecher
- Thaddäus Müller (1763–1826), Schweizer Theologe
- Thaddäus Peithner von Lichtenfels (1798–1877), österreichischer Jurist und Politiker
- Thaddäus Podgorski (1935–2024), österreichischer Radio- und Fernsehjournalist, Schauspieler, Theaterregisseur und Autor, siehe Teddy Podgorski
- Thaddäus Rabusky (1776–1862), Oberpfälzer Kirchenmaler, Schnitzer und Restaurator
- Thaddäus Rinderle (1748–1824), deutscher Mathematiker, Benediktiner und Priester
- Thaddäus Robl (1877–1910), deutscher Radrennfahrer
- Thaddäus Maria Roth (1898–1952), deutscher Dominikaner, katholischer Priester und Maler
- Thaddäus Schwabl (1917–1993), österreichischer Skirennläufer
- Thaddäus Siber (1774–1854), deutscher Mathematiker und Physiker
- Thaddäus Soiron (1881–1957), deutscher Franziskaner, Theologe und Hochschullehrer
- Thaddäus Stahler (1857–1938), katholischer Priester aus dem Bistum Speyer
- Thaddäus Steiner (1933–2017), deutscher Germanist und Flurnamenforscher
- Thaddäus Supper (1712–1771), Barockmaler
- Thaddäus Troll, Pseudonym für Dr. Hans Bayer, deutscher Schriftsteller
- Thaddäus Ignatius Wiskotschill (1753–1795), in Dresden wirkender Bildhauer
- Thaddäus Zajaczkowski (1939–2023), polnisch-deutscher Chirurg, Urologe und Medizinhistoriker

### Fiktiv
- Thaddäus Tentakel, Figur aus der Fernsehserie SpongeBob Schwammkopf

## Familienname
- Jan Thaddäus († 1652), römisch-katholischer Priester, Schriftsteller und Humanist